# Lucy DeVito
Pour les articles homonymes, voir DeVito.
Lucy Chet DeVito (née le 11 mars 1983) est une actrice américaine et la fille de Danny DeVito et Rhea Perlman. Son premier rôle dans un film important était en 2009 dans le feuilleton Escroc(s) en herbe, avec Edward Norton.

## Filmographie

### Cinéma
- 2005 : This Revolution (en)
- 2007 : The Good Night
- 2007 : Le Prix de la rançon (Nobel Son) : Wanda
- 2008 : A Quiet Little Marriage (en): Sylvia
- 2009 : Escroc(s) en herbe (Leaves of Grass) : Miss Greenstein
- 2012 : Sleepwalk with Me de Mike Birbiglia : Hillary
- 2019 : Dumbo de Tim Burton
- 2022 : Blonde d'Andrew Dominik
- 2024 : A Sudden Case of Christmas de Peter Chelsom : Abbie

### Séries télévisées
- 2006 : Crumbs : une caissière
- 2006-2007 : Philadelphia : Jenny
- 2007 : Dirt : Linda
- 2010 : Melissa and Joey : Stephanie
- 2014 : RIP : Fauchés et sans repos (Deadbeat) : Sue